# Казанка (Зіанчуринський район)
Каза́нка (рос. Казанка, башк. Казанка) — присілок у складі Зіанчуринського району Башкортостану, Росія. Входить до складу Казанбулацької сільської ради.
Населення — 303 особи (2010; 350 в 2002).
Національний склад:
- росіяни — 62%
- башкири — 29%

## Видатні уродженці
- Бедренко Микола Васильович — Герой Радянського Союзу.